# Sample
En música, el anglicismo sample («muestra» en inglés) se utiliza para referirse a una muestra de un sonido grabado en cualquier tipo de soporte para reutilizarla posteriormente como un instrumento musical o una diferente grabación de sonido. Se elabora, así, una mezcla o sucesión de secuencias de canciones o vídeos que además pueden estar transformados mediante efectos. Sampling y sampleado y también el término muestreo musical hacen referencia al acto de tomar una porción.
El sampling se generalizó en la música popular con el nacimiento del hip hop en Nueva York en los años 1970. Generalmente se lleva a cabo mediante un sampler, que es un aparato analógico o bien un software que permite tomar muestras digitales de secuencias sonoras para luego reproducirlas o transformarlas mediante efectos. También se pueden tomar muestras (samples) mediante cinta o vinilo.
Un ejemplo es el uso de la introducción de batería tomada de la canción When the Levee Breaks, de Led Zeppelin, en canciones de Beastie Boys, Dr. Dre, Eminem, Mike Oldfield, Rob Dougan, Coldcut, Depeche Mode y Erasure, o los riffs de guitarra tomados del tema Hot Blooded de Foreigner en la canción Funky Cold Medina, de Tone Lōc. Esta forma de utilizar samples es habitual en la música industrial, donde a menudo se utilizan palabras habladas de películas y programas de televisión, así como en la música electrónica (que se desarrolló a partir de la música concreta, basada casi totalmente en el muestreo); el hip hop, desarrollado mediante la repetición por los DJs de los breaks de las canciones, y el R&B contemporáneo. No obstante, el sampling se ha vuelto común también en otros géneros musicales.

## Sampler
Un sampler es un instrumento musical electrónico similar en algunos aspectos a un sintetizador pero que, en lugar de generar sonidos, utiliza grabaciones (o samples) de sonidos que son cargadas o grabadas en el  mismo por el usuario para ser reproducidas mediante un teclado, un secuenciador u otro dispositivo para interpretar o componer música. Dado que estos samples son guardados hoy en día mediante memoria digital su acceso es rápido y sencillo. El pitch de un sample puede modificarse para producir escalas musicales o acordes. 

## Historia
Los orígenes del sample datan de la década de 1950, en el caso de la música erudita y artística (clásica). En cuanto a la música popular, a mediados de los años 1960, bandas como The Beatles y The Velvet Underground comenzaron con la implementación de elementos sonoros y fragmentos de sonido no melódico grabados de diferentes lugares para después ser usados como complemento en su música;  sin embargo y a pesar de conseguir resultados innovadores, las limitaciones tecnológicas de la época no permitieron el desarrollo absoluto de éstas técnicas. 
El uso del sample tal como lo conocemos hoy en día comenzó a realizarse a principios de los años 1980, cuando la tecnología permitió grabar sonidos en formato digital por medio de computadoras que eran capaces tanto de codificar y grabar los sonidos en lenguaje procesable por los ordenadores así como de reproducirlos. 
De ahí nació el término sampling o 'muestreo', y no pasó mucho tiempo para que se crearan programas informáticos con los cuales los ordenadores eran capaces de manipular y mezclar los samples con mucha calidad y comodidad; la aplicación de esta tecnología es de extrema utilidad dentro del ámbito de la música y de la tecnología sonora, ya que permite emular sonidos reales, cuando en realidad son muestras grabadas.
La computadora destinada a realizar en exclusiva estas tareas pasó a llamarse sampler y la mejora de estas máquinas a lo largo del tiempo permitió que fueran insertadas en otras computadoras más complejas (por ejemplo, dentro de un teclado o sintetizador) y que en la construcción de las computadoras se incluyera una memoria y dispositivos de grabación propios. Algunas máquinas de este tipo pasaron a ser auténticos sistemas autónomos de manipulación de los sonidos grabados en los mismos, lo que permite almacenarlos, editarlos y modificarlos de una forma muy intuitiva.
Algunos de los samples más famosos son: la introducción de batería tomada de la canción When the Levee Breaks (1971), de Led Zeppelin, en canciones de Beastie Boys, Dr. Dre y Eminem, Funky Drummer (1970) de James Brown en canciones como "Rebel without a Pause" de Public Enemy, "Mama said knock you out" de LL Cool J y "Freedom" de George Michael, Gimme! Gimme! Gimme! (A Man After Midnight) (1979) de ABBA, que fue usada en Hung Up de Madonna y Back in Black (1980) de AC/DC que fue usada como un sample de rap por los Beastie Boys o también el "Amen break" de la canción "Amen Brother" (1969) de The Winstons usada en varias canciones de rap como "Straight Outta Compton" (1988) del grupo estadounidense N.W.A.